# ذبابيات الشكل
ذبابيات الشكل (الاسم العلمي: Muscomorpha) هي تحت رتبة من الحشرات تتبع رتيبة قصيرات القرن من رتبة ذوات الجناحين.

## التصنيف
- الذباب الشَّعْراوي وأشباهه
  - الذباب الشَّعْراوي
    - الشَّعْراوات
      - الشَّعْراء